# Эмексузян, Аркадий Рубикович
Аркадий Рубикович Эмексузян (род. 1979, Адлер, РСФСР, СССР) — ректор Коми республиканской академии государственной службы и управления (2019—2021), кандидат экономических наук, доцент.

## Биография
Родился в 1979 году в городе Адлер. В 1997 году поступил в Ухтинский индустриальный институт (УГТУ) на специальность «Экономика, финансы и кредит».
В 2005 году назначен ректором Николаем Цхадая на должность проректора УГТУ по экономике. 
В 2011 году защитил кандидатскую диссертацию в Московском государственном индустриальном университете на тему «Совершенствование методов управления инновациями на промышленных предприятиях». В 2017 году принял участие в написании научных трудов, таких как «Опционы как инструментарий финансового инжиниринга», «Инновационно-инвестиционный анализ и инвестиционные риски», «Основы инвестиционного менеджмента», «Финансовый инжиниринг на рынке производных финансовых инструментов». 
В 2018 году Аркадий Эмексузян уволился в связи с несогласием с политикой нового ректора Ухтинского университета Дмитрия Беляева.
С 1 января 2019 года назначен на должность исполняющего обязанности ректора Коми республиканской академии государственной службы и управления. 6 апреля 2021 года был назначен на должность ректора академии. 31 декабря исполнять обязанности ректора академии министерство назначило Сергея Ткачева. Аркадий Эмексузян уехал в Москву руководить проектом развития портала дополнительного профессионального образования государственных служащих России.